# Battista Franco

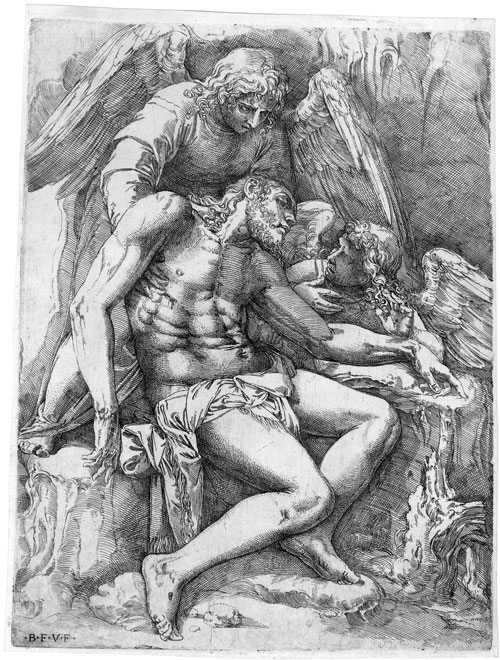
Crist mort sostingut per uns àngels. Aiguafort, 26,3 x 20,4 cm

Battista Franco, també conegut pel seu nom complet Giovanni Battista Franco, com a Battista Franco Veneziano o com il Semolei (Venècia, abans de 1510 - 1561), va ser un pintor i gravador en aiguafort del manierisme italià, actiu a Roma, Urbino i Venècia a mitjan segle xvi.
Nat a Venècia, va traslladar-se a Roma quan ja havia complert els vint anys. Hi va pintar una al·legoria de la Batalla de Montemurlo, actualment al palau Pitti (1537) i un fresc de l'Arrest de Joan el Baptista per a l'oratori de San Giovanni Decollato (1541). Entre 1545 i 1551 va treballar a Urbino. Va poder ser, en companyia de Girolamo Genga, un dels mentors de Federico Barocci. Les seues obres, en estil manierista, deuen molt a Miquel Àngel; però els seus dibuixos i aiguaforts gaudeixen de d'una gran originalitat i vigor. Va tornar a Venècia, on va ajudar a pintar el fresc del sostre de la Biblioteca Marciana. Hi va pintar diverses sèries de panells, incloent-hi un Baptisme de Crist, per als murs i la volta de la capella Grimani a l'església de San Francesco della Vigna. També va pintar una Resurrecció de Llàtzer al palau Ducal.

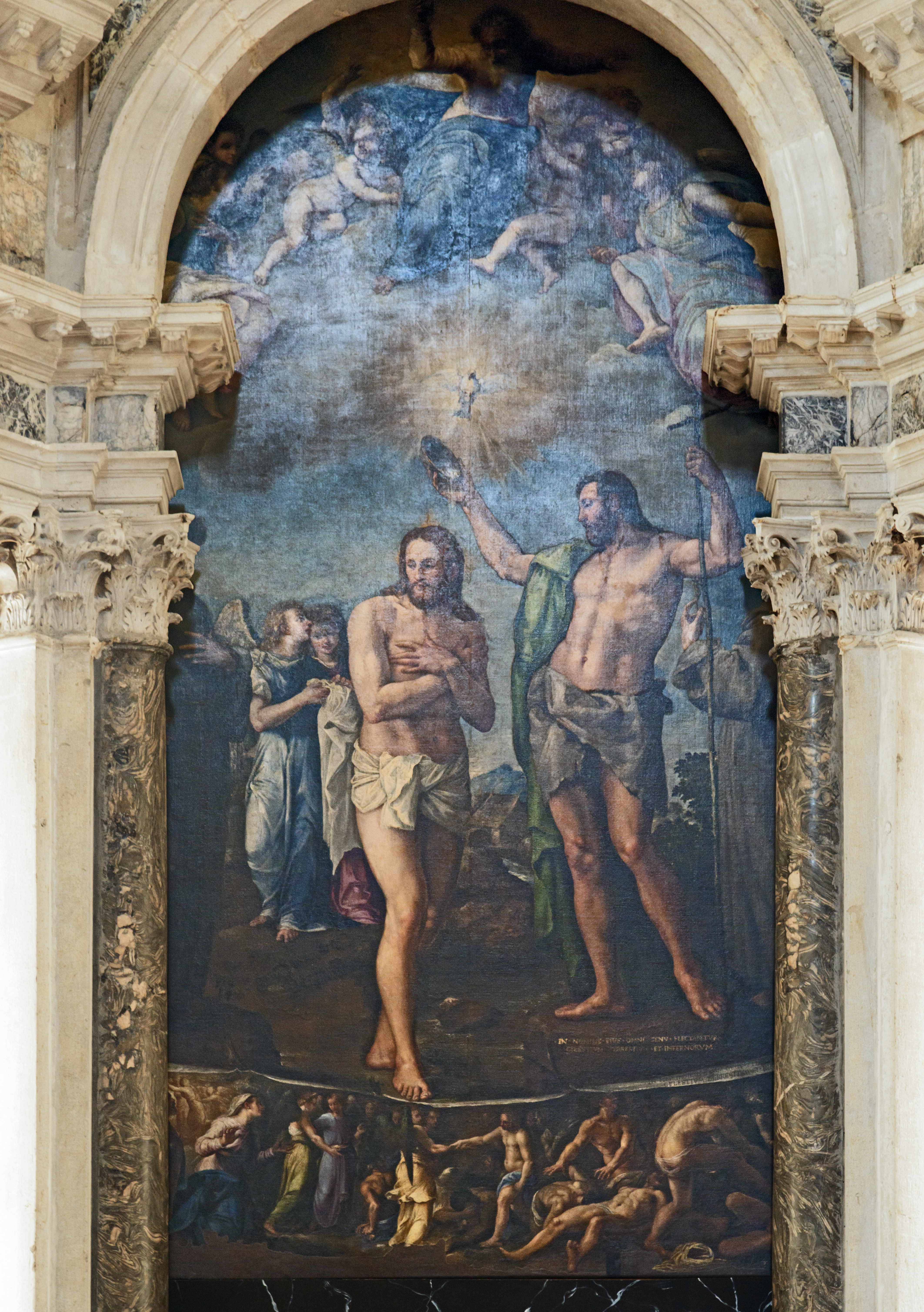
Baptisme de Crist, església de San Francesco della Vigna
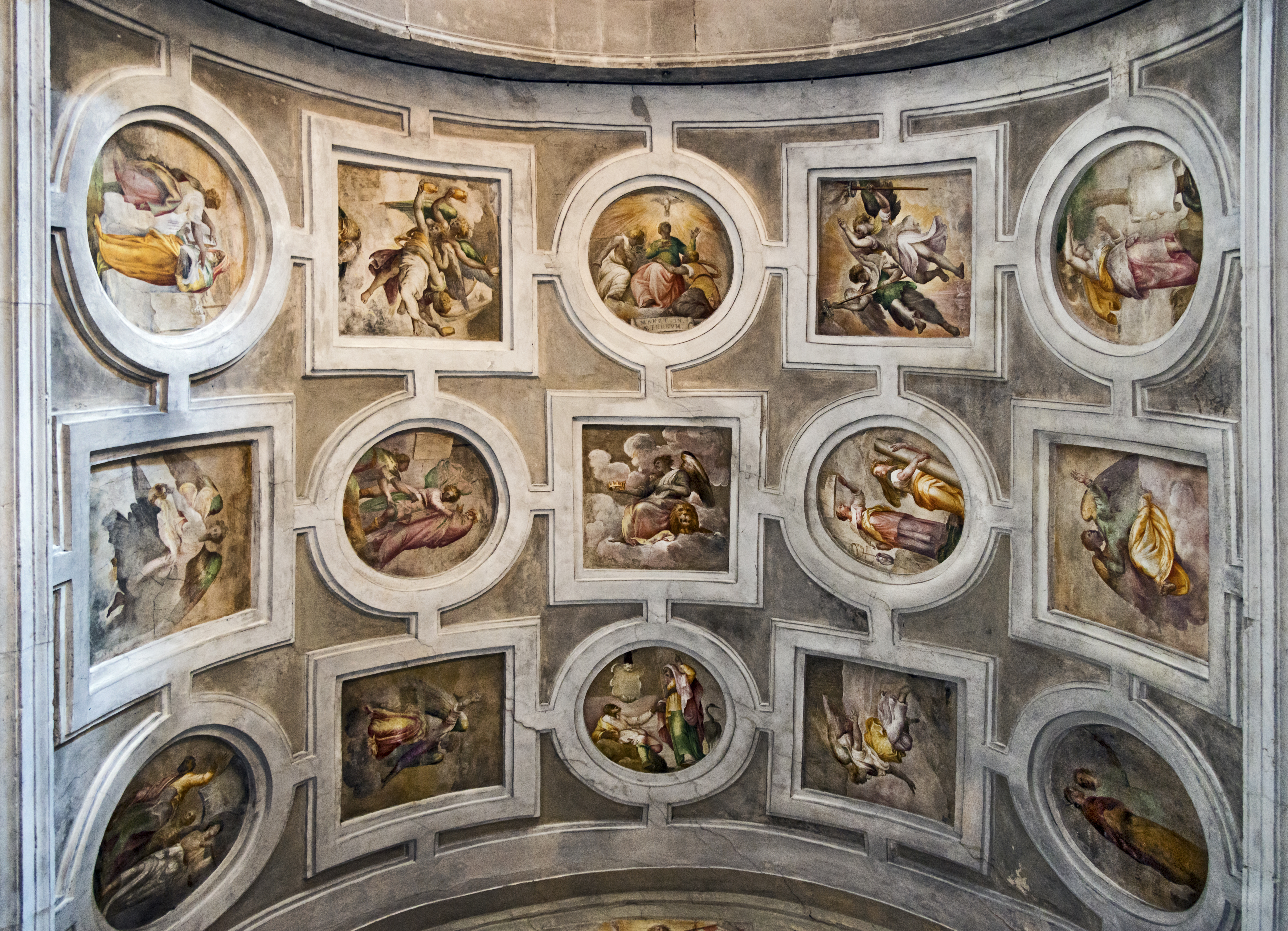
Volta de la capella Grimani, església de San Francesco della Vigna